# Баді VI
Баді VI (араб. بادي السادس; бл. 1779 — після 1798) — 27-й макк (султан) Сеннару в 1791—1798 роках.

## Життєпис
Походив з династії Фунджі. Син Таїба II. Посів трон 1791 року після повлаення візиром Насіром улад Мухаммедом султана Наввара. Не мав значної влади, усіма справами керував візир.
За його панування почалася криза вдержаві, викликана попередніми внутрішніми війнами. 1791 року внаслідок інтриг візира Мухаммад уад Каміс Абуріда вбив Мухаммед аль-Амін, шейх клану аль-Каррі арабського племені абдалабі, що був запеклим ворогом Насіра уад Мухаммеда. Проте це був останній успіх.
Доволі швидко різні шейхи та племена вступили у боротьбу між собою. 1792 року фактично самостійним став Мухаммад уад Агіб, правитель Джааліну. Плем'я Шукрія 1795 року знищив плем'я батахін, захопивши їх землі. Зацим шукрія об'єднався з абдалабі проти візира, оскільки союзником того і Баді VI було плем'я рібадія — давній суперник шукрії.
1796 року візир Насір в союзі з племен кабабіш виступив проти племені фезара (з групи арабських племен хальба), завдавши того низку поразок, змусивши підкоритися султанату. 1797 року візир заборонив Баді VI залишати палац, позбавивши того навіть крихт влади.
1798 року Насіра улад мухаммедабуло повалено власними братами Ідрісом і Адланом. Новим візиром став Ідріс улад Мухаммед, який невдовзі повалив Баді VI, відправивши того у заслання в Абгейлі (східний берег Блакитного Нілу). Тут його нащадки панували до 1824 року, коли Сеннар було захоплено Єгиптом.
Новим султаном став брат Баді VI — Ранфі.